# Mount Brown, Kanada
Mount Brown är ett berg i Kanada.   Det ligger på gränsen mellan Alberta och British Columbia, i den västra delen av landet, 3 200 km väster om huvudstaden Ottawa. Toppen på Mount Brown är 2 791 meter över havet, eller 513 meter över den omgivande terrängen. Bredden vid basen är 5,4 km.
Terrängen runt Mount Brown är bergig åt nordväst, men åt sydost är den kuperad.Trakten runt Mount Brown är nära nog obefolkad, med mindre än två invånare per kvadratkilometer.. Det finns inga samhällen i närheten. 
Trakten runt Mount Brown består i huvudsak av gräsmarker.